# Uranomys
Uranomys ruddi is een knaagdier uit de onderfamilie Deomyinae die voorkomt in de graslanden van Afrika. Het is de enige soort van het geslacht Uranomys. Deze soort werd meestal tot de Murinae gerekend, maar genetisch onderzoek geeft aan dat hij behoort tot een andere onderfamilie, de Deomyinae, samen met Lophuromys, Deomys en de stekelmuizen (Acomys). Er is ook wel een verwantschap met Muriculus gesuggereerd. Hoewel er zeven soorten zijn beschreven, worden die nu allemaal tot de ene soort U. ruddi gerekend. Een moderne taxonomische revisie zal echter mogelijk meer soorten erkennen.
U. ruddi is een gedrongen muis met korte poten en een borstelige vacht. De kleur van de vacht varieert van zwart tot grijs of bruin. De kop-romplengte bedraagt 85 tot 135 mm, de staartlengte 50 tot 80 mm en het gewicht zo'n 30 tot 60 g.
Verschillende van de vormen die een naam hebben gekregen hebben duidelijke onderscheidende kenmerken. De vorm shortridgei is donkerder van kleur en heeft grotere kiezen; acomyoides heeft meer naar achteren gebogen snijtanden; en ook de overige populaties variëren sterk. Het karyotype bedraagt 2n=50 in Senegal, 2n=58 in Ivoorkust, en 2n=52 in de Centraal-Afrikaanse Republiek.
De verspreiding van de soort is sterk gefragmenteerd; vaak is hij zeldzaam. Tot nu toe is hij gevonden in Senegal, Guinee, Ivoorkust, Sierra Leone, Ghana, Togo, het noorden van Nigeria en Kameroen, de Centraal-Afrikaanse Republiek, het noordoosten van de Democratische Republiek Congo, Zuidwest-Ethiopië, Oeganda, Kenia, Tanzania, Midden-Mozambique, Malawi en Zuidoost-Zimbabwe. Hij komt vooral op graslanden met het gras Hyparrhenia en de palm Palmyra borassus. In het zuiden leeft hij vaak in de buurt van rivieren. De soort is 's nachts actief, leeft op de grond, en eet zaden en insecten.
Stekelmuizen (Acomys) · Deomys · Lophuromys · Uranomys